# Leptoreodon
Leptoreodon és un gènere extint de mamífers artiodàctils de la família dels protoceràtids que visqueren a Nord-amèrica durant l'Eocè, fa entre 37 i 46,2 milions d'anys. Se n'han trobat restes fòssils al Canadà i els Estats Units. Les espècies d'aquest grup es diferencien de Leptotragulus per la presència de metacònids grossos i bulbosos i altres caràcters dentals. El nom genèric Leptoreodon significa ‘Oreodon esvelt’ i reflecteix el fet que tenien els ossos de les extremitats més prims que Oreodon (avui considerat sinònim de Merycoidodon).